# Сизранська ТЕЦ
Сизранська ТЕЦ — теплова електростанція у Самарській області Росії.
В 1947 році на майданчику станції ввели в дію паровий котел виробництва британської компанії Clarke Chapman та парову турбіну виробництва AEG. У 1949-му додатково запустили паровий котел від Барнаульского котельного заводу типу ЦКТИ-75-39Ф проудктивністю 75 тон пари на годину (станційний номер 2).
У 1953-му ввели другу чергу, яка отримала чотири парові котли типу ЦКТИ-75-39Ф (номери 3 — 6) та парову турбіну від Ленінградського металічного заводу типу АП-25-2 потужністю 25 МВт (станційний номер 2).
Третя черга, яку ввели в 1960-му, отримала дві парові котли Таганрозького котельного заводу типу ТП-11 (номери 7 та 8) та парову турбіну Харківського турбогенераторного заводу типу ВРТ-25-2 потужністю 25 МВт (номер 3).
В 1965—1966 роках стала до ладу четверта черга, яка отримала три парові котли Таганрозького котельного заводу типу ТГМ-151Б (номери 9 — 11) та дві парові турбіни від Уральського турбінного заводу типу ПР25-90/10/0.9 потужністю по 25 МВт (номери 4 та 5).
У 1970-му станцію доповнили паровою турбіною від Калузького турбінного заводу типу Р-12-90/31 потужністю 12 МВт (номер 6), що довело загальну потужність ТЕЦ до 124 МВт.
Для збільшення теплової потужності в 1980—1986 роках майданчик доповнили трьома водогрійними котлами виробництва Дорогобузького котельного заводу та Білгородського котельного заводу типу КВГМ-100 продуктивністю по 100 Гкал/год.
В 1986 та 1989 роках запустили два парові котли від Таганрозького котельного заводу типу ТГМЕ-464 продуктивністю по 500 тонн пари на годину (номери 12 та 13), при цьому в 1986-му запустили парову турбіну Ленінградського металічного заводу типу Р-50-130/13 потужністю 50 МВт (номер 7), а в 1991-му стала до ладу парова турбіна Уральського турбінного заводу типу Т-100/120-130-5 потужністю 100 МВт (номер 8).
В 1996-му запустили паровий котел від Таганрозького котельного заводу типу ТГМЕ-428А продуктивністю 500 тонн пари на годину (номер 14). Також є відомості, що він був постачений Азбестівським котельно-машинобудівним заводом.
З плином часу застаріле обладнання переномінували — турбіну № 2 до рівня П-17-29/10 зі зменшенням потужності до 17 МВт, турбіну № 3 до рівня Р-16-90/18 зі зменшенням потужності до 16 МВт.
В 2012-му на майданчику ТЕЦ ввели в дію парогазовий блок комбінованого циклу потужністю 225 МВт, в якому дві газові турбіни потужністю по 76,5 МВт живлять через відповідну кількість котлів-утилізаторів одну парову турбіну з показником 74,4 МВт.
Поява парогазового блоку дозволила вивести з експлуатації все застаріле обладнання, окрім котлів № 12 — 14 та турбін № 7 та № 8.
ТЕЦ спорудили з розрахунку на спалювання горючих сланців сусіднього Кашпірського родовища (першим котлом, що мав таку здатність, став котел № 2). З вичерпанням  найбільш багатих покладів станцію наприкінці 1950-х частково перевели на мазут, а у 1980-х вона перейшла на природний газ, що надходить до Сизрані по Південному газотранспортному коридору (трубопроводи Уренгой — Новопсков та Челябінськ – Петровськ).
Для видалення продуктів згоряння парогазового блоку призначені два димарі висотою по 60 метрів.
Видача продукції відбувається під напругою 110 кВ та 35 кВ.